# Florentyna Pojdowa
Florentyna Pojdowa z Morgałów (Murgałłów) (ur. 17 czerwca 1883 w Hucie Laury, zm. 19 czerwca 1958 w Katowicach) – uczestniczka powstań śląskich, przełożona sanitariuszek Czerwonego Krzyża, działaczka plebiscytowa.

## Życiorys
Przyszła na świat na terenie Huty Laura obecnie w Siemianowicach Śląskich. Była córką Antoniego i Franciszki z Janottów Morgałów (Murgałłów).
W dniu 6 listopada 1907 wyszła za Teofila Franciszka Pojdę (1877–1950). W czasie I wojny światowej Teofil Pojda jako rzemieślnik (mistrz ślusarski i kowalski) został wysłany do pracy w fabryce zbrojeniowej w Berlinie. Florentyna dołączyła do niego z dziećmi. Mieli ich troje: Zygmunta, który w okresie międzywojennym studiował we Lwowie, a w czasie II wojny światowej był pułkownikiem Wojska Polskiego; Pelagię (po mężu Sulma); Irenę (po mężu Breguła), która studiowała w Berlinie metaloplastykę artystyczną, potem uczyła się w Pradze, pracowała jako artystka rzeźbiarka.
W międzywojniu, zanim Pojdowie kupili dom przy Cynkowej 23 w Katowicach, w którym mieszkali do śmierci, przebywali w Bytomiu. Przeprowadzili się po podziale Górnego Śląska w wyniku plebiscytu.
Florentyna Pojda od lutego 1919 należała do Polskiej Organizacji Wojskowej Górnego Śląska w Bytomiu. Brała udział w pierwszym, drugim i trzecim powstaniu śląskim. Dowoziła powstańcom broń. Była wielokrotnie aresztowana i ranna. Podczas jednego z uwięzień, będąc w piątym miesiącu ciąży, poroniła. Używała pseudonimu „wiedeńska hrabianka”, była przełożoną sanitariuszek Czerwonego Krzyża. W 1921 była zastępczynią radcy spraw Eggelinga, zaangażowaną w plebiscyt w Bytomiu. Była referentką i mówczynią na wiecach na Górnym Śląsku i Zagłębiu Dąbrowskim. Podczas głosowania była przewodniczącą komitetu plebiscytowego, a później kierowała ruchem reemigracyjnym.
W okresie międzywojennym pełniła funkcję prezeski Towarzystwa Czytelni Ludowych w dzielnicy Zawodzie w Katowicach. Działała w Polskim Czerwonym Krzyżu (koło Zawodzie).
Przed wybuchem II wojny światowej przyczyniła się do wywozu ze Śląska dokumentów dotyczących powstań śląskich i plebiscytu, obawiając się, że wpadną w ręce Niemców. Materiały te (839 jednostek archiwalnych, 11,95 m bieżących dokumentów z lat 1919–1921) przechowywane są w Instytucie Józefa Piłsudskiego w Nowym Jorku (zespół archiwalny nr 008). Ich kopie (mikrofilmy) można zobaczyć w Czytelni Zbiorów Śląskich w Bibliotece Śląskiej w Katowicach.
W 1958 zachorowała. Przebywała w szpitalu w Szopienicach, gdzie zmarła. Została pochowana u boku męża na cmentarzu przy ul. Francuskiej w Katowicach. W 2011 grobem opiekowali się uczniowie i uczennice Technikum Fryzjerskiego w Katowicach.

## Odznaczenia
Otrzymała Krzyż na Śląskiej Wstędze Waleczności i Zasługi. W 1937 została odznaczona Krzyżem Niepodległości. Przed 1938 dostała Medal pamiątkowy za wojnę 1918–1921. Proponowano uhonorowanie jej Gwiazdą Górnośląską.

## Upamiętnienie
Była jedną z 30 bohaterek wystawy „60 na 100. SĄSIADKI. Głosem Kobiet o powstaniach śląskich i plebiscycie” powstałej w 2019 i opowiadającej o roli kobiet w śląskich zrywach powstańczych i akcji plebiscytowej. Koncepcję wystawy, scenariusz i materiały przygotowała Małgorzata Tkacz-Janik, a grafiki Marta Frej.